# 迪特斯多夫
迪特斯多夫（德語：Dittersdorf）是德国图林根州的一个市镇。总面积9.42平方公里，总人口277人，其中男性139人，女性138人（2011年12月31日），人口密度29人/平方公里。